# Ajatar
Ajatar (oppure Ajattara , Aiätär  od anche Aijotar) nella mitologia finlandese è un malvagio spirito femminile che vive nei boschi (citati anche come "the home of the north" la dimora del nord) delle montagne del Pohjola. 

Ajatar è la nipote di Hiisi (il signore dei boschi e spargitore della malattia) e signore di Lempo e degli Gnomi ed attraverso le connessioni con gli stessi Hiisi e Lempo, Ajatar può diffondere malattie e pestilenza. 

Associata ai serpenti, Ajatar viene spesso rappresentata nell'arte moderna come un drago od un serpente semi umanoide ed inoltre può assomigliare alle caratteristiche di Louhi, Loviatar e Äijo ma non va confusa con l'orco femminile Syöjätär.
Nella mitologia estone ha i nomi di Äi, Äijo o Äijātar, diffonde la malattia e chiunque la guarda si ammala. 

## Etimologia del nome
La parola "ajatar" deriva probabilmente dalla parola finlandese aja, ("perseguire" od anche "guidare") che viene unita al suffisso femminile “-tar-” spesso presente in molti nomi femminili generati dalle varianti dei nomi maschili (Louhi ad esempio diventa Louhetar, Loviatar e Louhiatar) e ne consegue che Ajatar sia formata dal verbo ajaa ed il suffisso femminile "-tar" che tradotto in italiano diventa “inseguitrice femminile.”

## Letteratura
Sebbene Ajatar non appaia per nome nelle canzoni popolari finlandesi documentate, appare in una narrativa ispirata al Kalevala e nelle interpretazioni fantasy moderne.
- Nel secondo atto del dramma di Aleksis Kivi, intitolato Kullervo[8] (1860)[9], viene descritta come feroce e spudorata[10]. Inoltre Ajatar incoraggia il protagonista ad uccidere la famiglia del padrone. Essa afferma di vivere in montagna e di avere Lempo e gli gnomi al suo servizio[11] e che il padre di sua madre è Hiisi. Ajatar è anche descritta come di sgradevole aspetto[12] e paragonata ad una "moglie viziosa che si rallegra nel male"[13].

- Philip Mazza un autore di libri fantasy, la ritrae come un tipo di drago che sputa il fuoco, causando pestilenze e malattie[14]. Nel suo libro The Harrow: From Under a Tree descrive due razze di draghi (rossi e neri) che lottano tra di loro[15].

- Nel libro scritto da Brett Stuart Smith The Eye of Disparager: Book One of the Legend of the Bloodstone, Ajatar corrisponde ad una bella donna nella parte superiore del corpo e con la parte inferiore formata da molti serpenti. Ha gli occhi seducenti, ma dalla bocca le escono i canini allungati ed è la madre di tutti i serpenti.

### Riscontri nella Bibbia
Ajatar viene citata nella Bibbia Finlandese con il nome di Ajattaroille e sembra descritta come parte di un gruppo di demoni anziché essere considerata un'entità singola.
- Nel Leviticus 17.7 della Bibbia Finlandese (edizione del 1776)[16]:

"Ja ei millään muotoa enää uhriansa uhraaman ajattaroille, joiden kanssa he huorin tehneet ovat. Se pitää oleman heille heidän sukukunnissansa ijankaikkinen sääty,"
- Nel Levitico 17.7 della Bibbia in versione italiana (CEI 1974[17] e CEI 2008[18]) il testo dice:

"Essi non offriranno più i loro sacrifici ai satiri, ai quali sogliono prostituirsi. Questa sarà per loro una legge perenne, di generazione in generazione."
Si evince quindi nella scrittura della bibbia finlandese Ajatar sia stata associata ai satiri.